# John Jervis
John Jervis, 1. hrabě ze St. Vincent (John Jervis, 1st Earl of St. Vincent, 1st Viscount St. Vincent, 1st Baron Jervis) (9. ledna 1735, Meaford Hall, Anglie – 13. března 1823, Brentwood, Anglie) byl britský admirál, významný námořní vojevůdce válek v koloniích a v Evropě druhé poloviny 18. století. Od roku 1795 byl admirálem a za vítězství v bitvě u mysu svatého Vincenta byl v roce 1797 povýšen na hraběte. V té době byl patronem začínající kariéry admirála Nelsona. V letech 1801–1804 byl ministrem námořnictva, jeho snahy o reformy ve správě Royal Navy narážely na odpor vysoké šlechty i vlivných podnikatelských vrstev. V roce 1821 byl povýšen na velkoadmirála. Z doby napoleonských válek a ohrožení Británie francouzskou invazí pochází jeho slavný a v literatuře často citovaný výrok: Netvrdím, že k nám nepřítel nemůže vtrhnout. Pouze říkám, že sem nemůže vtrhnout z moře.

## Mládí

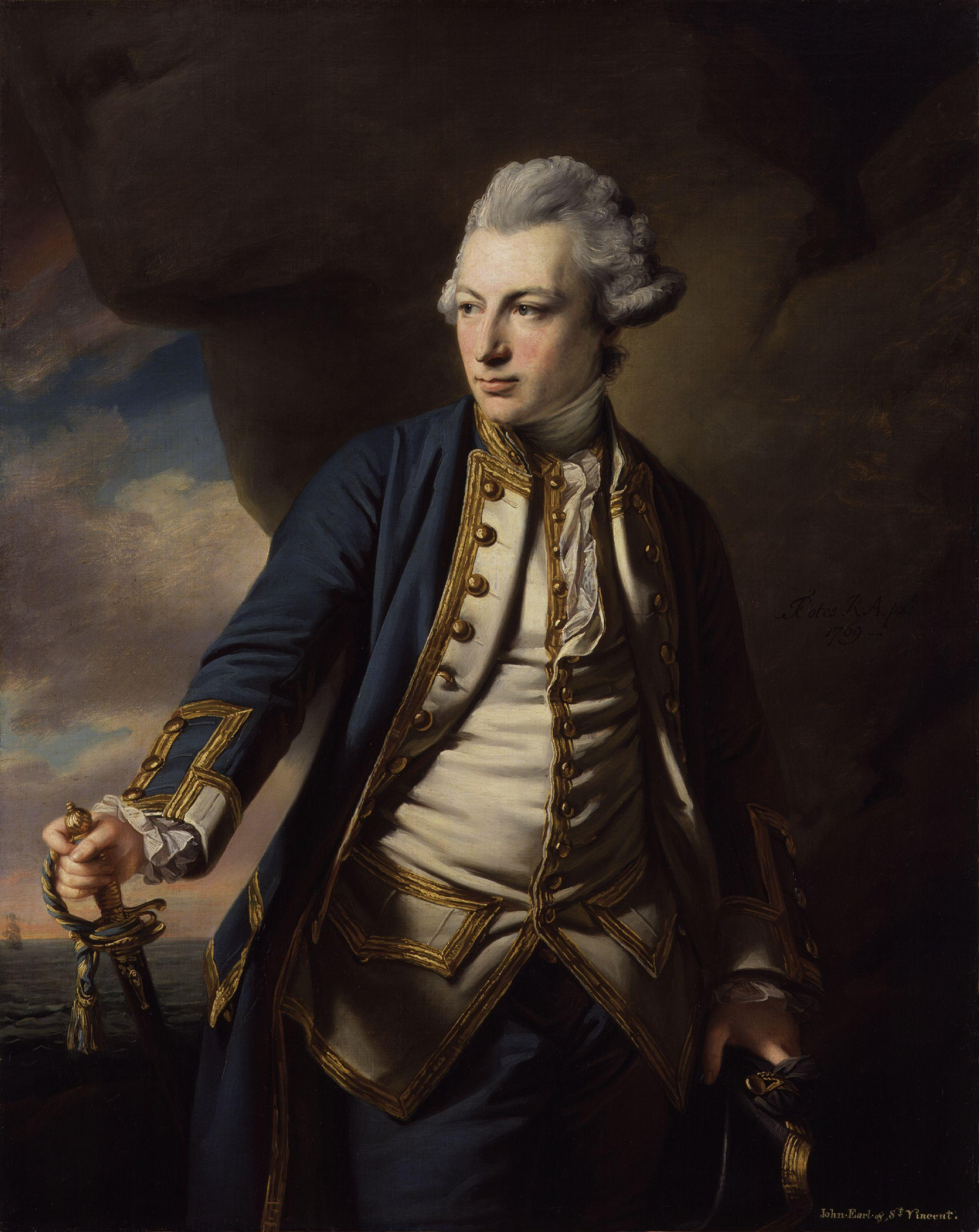
Kapitán John Jervis (Francis Cotes, 1769, Národní portrétní galerie)

Narodil se na zámku Meaford Hall (Staffordshire), který jeho rodině patřil od konce 17. století. Byl synem obchodníka a právníka Swynfena Jervise (1700–1771). Rodina mu předurčila kariéru právníka, ale John ve třinácti letech utekl ze školy a přidal se k námořnictvu. Krátce nato se sice vrátil, ale na přímluvy rodinných přátel se nakonec v roce 1749 stal řádným námořníkem pod osobním patronátem admirála George Townshenda. Pod jeho velením odplul na Jamajku, kde sloužil do počátku sedmileté války. V roce 1755 byl již poručíkem, za sedmileté války bojoval převážně u břehů Kanady a v roce 1760 dosáhl hodnosti kapitána. Po válce byl pověřen ochranou obchodních lodí přepravujících drahé kovy z Itálie do Anglie.
V letech 1772–1775 mimo aktivní službu cestoval po Evropě, ve Francii se mimo jiné učil francouzsky, v Rusku, Dánsku, Švédsku a severním Německu pečlivě studoval námořní problematiku, navštěvoval přístavy a pevnosti, své poznatky a podrobné zápisky zužitkoval v pozdějších válkách. Války proti americkým koloniím se zúčastnil v Lamanšském průlivu poté, co USA začala vojensky podporovat Francie. Po nerozhodné bitvě u Ushantu svědčil před válečným soudem ve prospěch admirála Keppela. V roce 1782 byl zraněn u břehů Gibraltaru a poté získal Řád lázně.
Po uzavření Pařížského míru žil v Anglii, v roce 1783 se oženil se svou sestřenicí Marthou Parker (1741–1816), dcerou významného právníka Sira Thomase Parkera. V letech 1783–1794 byl členem Dolní sněmovny, původně podporoval vládu W. Pitta mladšího, později se připojil k whigům. Politice se aktivně věnoval, a i když na půdě parlamentu nebyl častým řečníkem, pravidelně se zúčastňoval hlasování a soustředil se na problematiku námořnictva. Mimo aktivní službu byl mezitím povýšen na kontradmirála (1787) a viceadmirála (1792).

## Války proti Francii

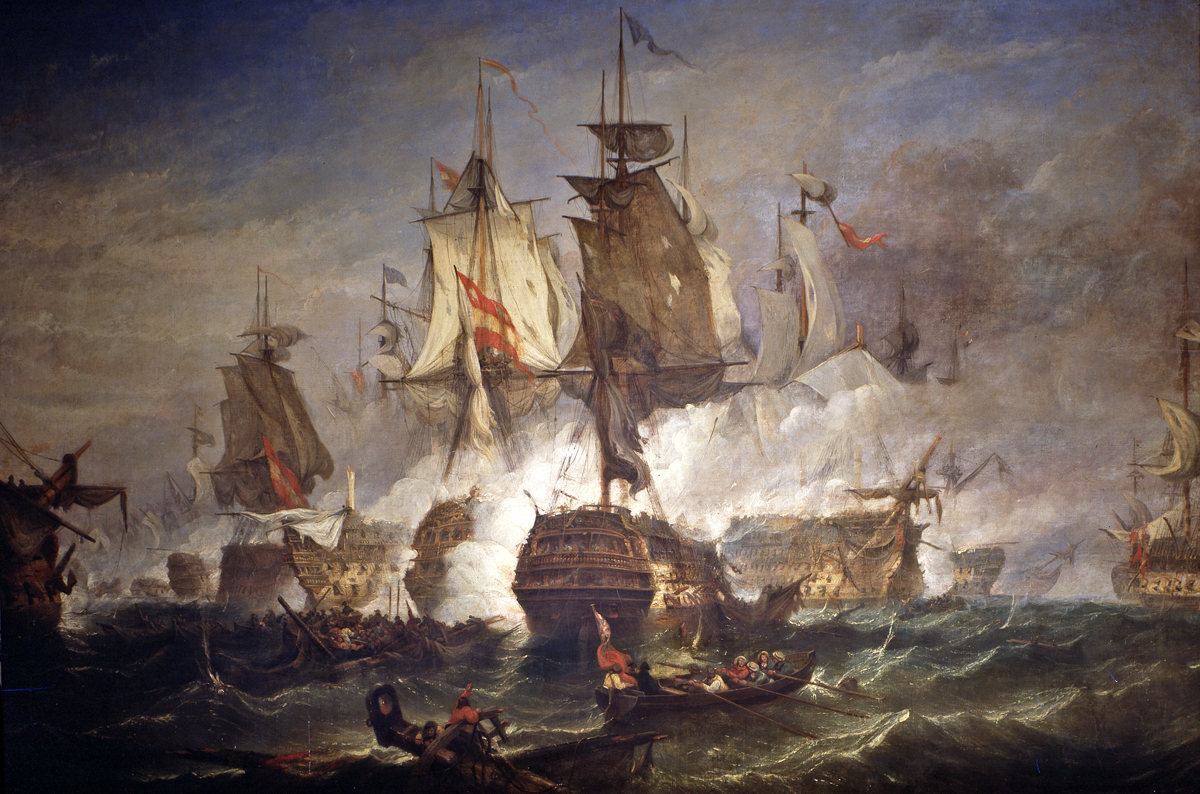
Bitva u mysu svatého Vincenta (1797)

Na počátku válek s revoluční Francií byl jmenován velitelem na Závětrných ostrovech (1793–1794), kde měl za úkol dobýt francouzské kolonie a oslabit francouzský mezinárodní obchod. Úspěšný byl jen částečně, v roce 1795 byl jmenován admirálem a vrchním velitelem loďsta ve Středomoří, kde se po počátečné blokádě Toulonu musel stáhnout před Francouzi. V letech 1795–1797 velel řadové lodi HMS Victory, která se později proslavila jako vlajková loď admirála Nelsona. V únoru 1797 vybojoval rozhodné vítězství nad španělským loďstvem u mysu svatého Vincenta (Španělsko bylo tehdy spojencem revoluční Francie). K vítězství významně přispěl kapitán Nelson, který byl poté povýšen na kontradmirála. John Jervis obdržel za zásluhy titul hraběte ze St. Vincent a stal se členem Sněmovny lordů (1797). Ještě téhož roku se musel u Cádizu vypořádat s rozsáhlou vzpourou mezi řadovými námořníky, proti níž zakročil značně nekompromisně. V roce 1799 ze zdravotních důvodů dočasně opustil aktivní službu.
Po pádu Pittovy vlády byl do následujícího Addingtonova kabinetu povolán jako ministr námořnictva (1801–1804), zároveň se stal členem Tajné rady a obdržel titul vikomta St. Vincent, který byl určen jako dědictví pro příbuzenstvo. Ve funkci prvního lorda admirality inicioval četné reformy, které se ukázaly jako prospěšné během dalších napoleonských válek. Především se snažil o eliminaci korupce, která v námořnictvu vládla od nejnižších vrstev přes podnikatele ve výstavbě lodí až po vrchní velitele Royal Navy. Mimo jiné prosadil alespoň částečnou strojní výrobu v loděnicích. Svými názory na povyšování důstojníků narážel na odpor nejvyšší šlechty, v otázce finanční správy námořnictva si znepřátelil bohaté podnikatele, takže po odvolání Addingtona z postu premiéra nebyl potvrzen ve funkci ministra v druhé Pittově vládě (novým prvním lordem admirality se stal vikomt Melville. V letech 1805–1807 byl znovu vrchním velitelem loďstva v Lamanšském průlivu, ze zdravotních důvodů ale operace řídil z pronajatého domu na pevnině.

## Rodina a další aktivity

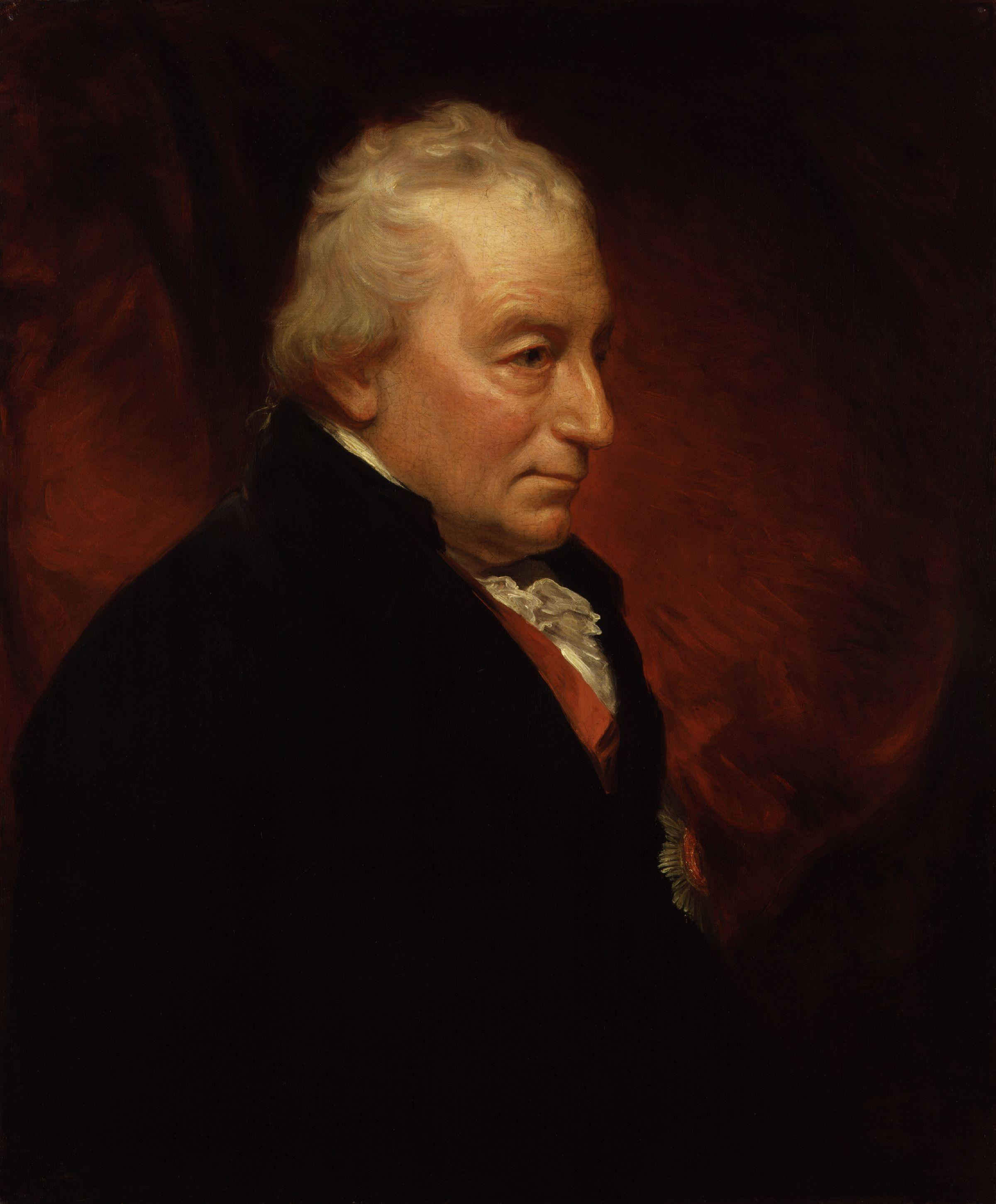
Admirál John Jervis jako první lord admirality (William Beechey, National Portrait Gallery)

Po odchodu do penze vystupoval na veřejnosti již jen výjimečně, zasedání Sněmovny lordů se zúčastnil naposledy v roce 1811. V letech 1814–1823 zastával čestnou funkci generála námořnictva, v roce 1815 obdržel velkokříž Řádu lázně a v roce 1821 byl povýšen na velkoadmirála (Admiral of the Fleet). Finančně se významně angažoval v charitě, byl též členem Královské společnosti. V letech 1818–1819 absolvoval léčebný pobyt ve Francii. Zemřel ve věku 88 let 13. března 1823 v Brentwoodu v hrabství Essex. Pohřben byl do rodové hrobky ve Stone (Staffordshire) poblíž svého sídla Meaford Hall. V londýnské katedrále sv. Pavla mu byla postavena socha.
Jméno admirála Jervise nese Jervisův mys, Jervisova zátoka a zátoka St. Vincent v Austrálii.
Zemřel bez potomstva a titul hraběte ze St. Vincent jeho úmrtím zanikl. Titul vikomta St. Vincent z roku 1801 byl určen pro jeho synovce Williama a Edwarda, kteří v roce 1801 zároveň přijali příjmení Jervis. Námořní kapitán William Ricketts-Jervis (1764–1805) zahynul při ztroskotání u břehů Francie, dědicem titulu vikomta se stal jeho mladší bratr Edward Ricketts-Jervis (1767–1859). Jejich sestra Mary Ricketts (1768–1835) byla manželkou admirála 7. hraběte z Northesku. Potomstvo Edwarda Jervise užívá titul vikomta dodnes, jeho současným nositelem je Edward Robert Jervis, 8. vikomt St. Vincent (* 1951).
Jeho vzdálený bratranec Thomas Jervis (1770–1838) působil v justici, od roku 1801 byl dlouholetým právním zástupcem admirality, krátce též poslancem Dolní sněmovny (1802–1806).